# Réglementation de la Formule 1 2001
Cette page présente les points les plus importants des règlements sportifs et techniques de la saison 2001 de Formule 1.

## Règlement sportif (nouveautés en caractères gras)
- Une pause est instaurée dans le calendrier. Au soir du GP d'Allemagne (29 juillet), les écuries doivent rejoindre leur base et ne peuvent pas faire rouler leurs monoplaces jusqu'au début du GP de Hongrie le 17 août.
- L'attribution des points s'effectue selon le barème 10 (1er), 6 (2e), 4 (3e), 3 (4e), 2 (5e), 1 (6e) et tous les résultats comptent.
- Chaque Grand Prix a une distance prévue de 305 km (plus la fin du dernier tour), mais ne doit pas excéder 2 heures en temps. (Exception : GP de Monaco prévu pour 260 km environ). La distance est réduite d'un tour si la procédure de départ est interrompue par un pilote en difficulté (cas du GP de Malaisie).
- Essais libres limités à 30 tours dans la journée : vendredi de 11h00 à 12h00 et de 13h00 à 14h00.
- Essais libres limités à 30 tours au total des deux séances de la matinée : samedi de 09h00 à 09h45 et de 10h15 à 11h00.
- Essais qualificatifs limités à 12 tours : samedi de 13h00 à 14h00.
- Une séance d'essai de roulage en configuration de course (warm-up) est organisée le dimanche matin, de 09h30 à 10h00.
- Un second warm-up d'un quart d'heure peut être organisé si les conditions météorologiques prévues pour la course changent drastiquement par rapport aux conditions rencontrées lors du premier warm-up.
- Tout pilote dont le temps de qualification dépasse de 7 % le temps de la pole position ne sera pas autorisé à prendre le départ (sauf sur décision des commissaires sportifs prise en raison de conditions exceptionnelles ayant empêché le concurrent de défendre ses chances).
- En cas de problème sur sa monoplace de course, un pilote a le droit d'utiliser un "mulet" lors des essais qualificatifs.
- La vitesse dans les stands est limité à 60 km/h lors des essais et 80 km/h en course, sauf au GP de Monaco, 60 km/h en permanence.
- Deux qualités de gommes « sec » et trois qualités de « pluie » sont disponibles à chaque GP.
- Quota de pneus alloué par week-end : retour aux 40 pneus "sec" (et non plus 32), 28 « pluie ».
- Chaque pilote doit choisir avant le début des qualifications la qualité des pneus qu'il utilisera à la fois en qualification puis en course.
- Limitation des essais privés à 50 jours hors week-end de course entre le premier et le dernier GP de la saison.
- 25 de ces 50 journées seront collectives et sur le même circuit, les 25 autres journées seront utilisées à discrétion sur un circuit au choix homologué par la FIA.
- Les essais privés sont interdits pendant les 7 jours précédant un GP, seul un essai de roulage de 50 km est autorisé durant cette période.
- Les essais sont désormais interdits le lundi suivant un GP sur un circuit où aura lieu un prochain GP.
- Si un pilote écope d'un stop-and-go de 10 secondes dans les 5 derniers tours de course, il n'a plus à effectuer la peine qui sera convertie en une pénalité de 25 secondes venant s'ajouter à son temps de course total.
- Toute nouvelle écurie désirant participer au championnat du monde doit déposer une caution de 48 millions de dollars, si l'écurie annule son engagement, la caution sera conservée dans son intégralité par la FIA.

## Règlement technique (nouveautés en caractères gras)

### Moteur
- Moteur atmosphérique 4 temps, architecture V10 de 3 000 cm³ de cylindrée obligatoire.
- Moteur suralimenté interdit.
- Pistons de section circulaire obligatoires.
- 5 soupapes par cylindre au maximum.

### Transmission
- Boîte de vitesses de 4 à 7 rapports obligatoire.
- Marche arrière obligatoire.
- Système de changement semi-automatique autorisé.
- Transmission aux roues arrière exclusivement.
- Autorisation des systèmes d'antipatinage.
- Interdiction des systèmes de contrôle de traction.
- Interdiction des systèmes d'antiblocage des roues.

### Carburant et fluides
- Carburant élaboré à partir des composants de base du carburant du commerce (norme Eurosuper).
- Réservoir de carburant souple, increvable avec canalisations auto-obturantes.
- Système obligatoire de trop-plein d'huile dans l'admission d'air.

### Structure de la monoplace
- Poids minimum de la monoplace, pilote compris : 600 kg.
- Hauteur et largeur minimales intérieures de la coque : 300 mm à la hauteur des roues avant.
- Distance minimale entre le haut du casque du pilote et le haut de l'arceau porté à 70 mm.
- Crash-test plus sévère qu'en 2000.
- Nouveau renforcement de la structure antitonneau (arceau de sécurité).
- Nouvelle augmentation des dimensions du cockpit.
- Rembourrage de 2,5 cm d'épaisseur autour des jambes du pilote.
- Baquet solidaire du pilote avec fixations standardisées pour pouvoir utiliser des outils standard de désincarcération.
- Aileron avant rehaussé de 5 cm.
- Largeur hors-tout de la monoplace : 1,80 m.
- Largeur maximale au niveau de l'aileron avant : 140 cm.
- Largeur maximale au niveau des roues arrière : 100 cm.
- Hauteur de l'aileron arrière : 100 cm maximum.
- Longueur de la voiture en arrière de l'axe des roues arrière : 50 cm.
- Longueur de la voiture en avant de l'axe des roues avant : 120 cm.
- Pas de longueur maximale ou minimale imposée de la monoplace.

### Freins
- Double circuit de freinage obligatoire.
- Étriers de freins en aluminium à 6 pistons au maximum.
- Épaisseur des disques limitée à 28 mm, diamètre limité à 278 mm.

### Roues
- Largeur maximale de la roue complète de 380 mm à l'arrière et 255 mm à l'avant.
- Diamètre de la roue complète de 660 mm.
- Diamètre des pneus pluie augmenté d'un cm (pour limiter l'aquaplanage).
- Système de retenue des roues par deux câbles (et non plus un seul).
- Rainurage obligatoire des pneus : quatre stries à l'avant comme à l'arrière.
- Stries de 2,5 mm de profondeur, 14 mm de largeur en surface et 10 mm au fond de la gorge.